# 杜倫 (喬治亞州)
杜倫（英語：Doerun）是一個位於美國喬治亞州科爾奎特縣的城市。

## 地理
杜倫的座標為31°19′12″N 83°55′00″W / 31.32000°N 83.91667°W，而該地的平均海拔高度為121米（即397英尺）。

## 人口
根據2010年美國人口普查的數據，杜倫的面積為3.30平方千米，當中陸地面積為3.30平方千米，而水域面積為0.00平方千米。當地共有人口774人，而人口密度為每平方千米234人。